# Тиргатао
Тиргатао — меотиянка, которая жила в начале IV века до н. э., во время наступления Боспорского царства на Синдику, и была женой царя синдов Гекатея.
Сведения о Тиргатао известны нам только из сочинения Полиэна «Стратегемы», который, возможно, узнал о ней из преданий языгов.
Гекатей был свергнут противниками Боспора, но боспорский царь Сатир I оказал ему помощь и восстановил на троне, а также дал ему в жёны вместо Тиргатао свою дочь, закрепив таким образом их союз. После этого Тиргатао подняла своих соплеменников на вооружённую борьбу против Боспорского царства и подчинённой ему Синдики. При археологических раскопках действительно находятся разорённые городища, относящиеся к тому времени.
М. И. Ростовцев считал, что эти события происходили столетием позже — после 284 года до н. э., времени наступления сарматов. Однако большинство современных исследователей с этим не согласны.
Полиэн описывает историю Тиргатао так:

Меотиянка Тиргатао вышла замуж за Гекатея, царя синдов, которые живут немного выше Боспора. Этого Гекатея, низложенного с престола, снова посадил на царство боспорский тиран Сатир I, причём выдал за него свою прежнюю жену. Гекатей, любя меотиянку, не решился погубить её, а заточил её в сильной крепости и приказал жить под стражей; но Тиргатао успела бежать, обманув стражу.
Приверженцы Гекатея и Сатира, с большим рвением принялись искать её, опасаясь, чтобы она не склонила к войне меотов; но поиски были напрасны: меотиянка, идя по пустынным и скалистым дорогам и днем скрываясь в лесах, а по ночам продолжая путь, пришла, наконец, к так называемым иксоматам, где были владения её родственников. Не застав в живых своего отца, она вступила в брак с его преемником и склонила иксоматов к войне.
Приведя с собой многие из воинственных племен, живших вокруг Меотиды, она сильно опустошала набегами принадлежащую Гекатею Синдику, а также причиняла вред и царству Сатира, так что оба они принуждены были искать мира, послав просьбы и дав в заложники сатирова сына — Метродора. Тиргатао согласилась примириться, но её противники, примирившись, не сдержали клятвы. Именно, Сатир I уговорил двух своих друзей совершить покушение на жизнь Тиргатао, явившись к ней под видом просителей. Когда те бежали к ней и Сатир стал требовать их выдачи, то Тиргатао, чтя право убежища, часто посылала к Сатиру письма, желая спасти людей, прибегнувших к её защите. Но эти последние улучили случай напасть на неё: в то время, как один стал говорить с ней о важных будто бы делах, другой обнажил меч и совершил покушение, не удавшееся потому, что пояс Тиргатао отразил удар. Сбежавшиеся телохранители обоих подвергли пыткам; они сознались в замысле пославшего их тирана.
Тогда Тиргатао снова начала войну, умертвив заложника, и подвергла страну всем ужасам грабежа и резни, пока сам Сатир I не умер с отчаяния; сын его Горгипп, наследовав престол, сам явился к Тиргатао с просьбами и богатейшими дарами и тем прекратил войну.